# 小高光太郎
小高 光太郎（おだか こうたろう、11月12日生）は日本の作曲家、編曲家、音楽プロデューサー。東京都在住、株式会社ラブアネックス代表取締役。

## 概要
幼少の頃よりピアノを習い作曲に興味を持つ。中学よりデスクトップミュージックでオリジナル楽曲制作を開始。インディーズバンドで活動しながら、高校卒業と同時に楽曲コンペティションに参加。18歳で作曲家・編曲家デビュー。

## 提供楽曲
※共作含む

### 歌手（サウンド・プロデュース含む）
- Ceui
  - 1stアルバム『Glassy Heaven』収録曲
    - 「羽化」（作曲・編曲）
      - TVアニメ『空を見上げる少女の瞳に映る世界』イメージソング

    - 「Qualia」（作曲・編曲）
      - TVアニメ『京四郎と永遠の空』EDテーマC/W

    - 「Frozen Tear」（作曲・編曲）
      - PS2ソフト『Clear~新しい風の吹く丘で~』OPテーマ

    - 「Prayer」（作曲・編曲）
      - オンラインゲーム『ラグナロクオンライン』イメージソングC/W

    - 「dreamscape」（作曲・編曲）
      - ゲーム『最終試験くじら ～Departures～』「くじのべる」OPテーマ）

    - 「mellow melody」（作曲・編曲）
      - TVアニメ『sola』EDテーマ）

    - 「永久のコトバ」（作曲・編曲）
      - PCゲーム『ヴァルキリーコンプレックス』挿入歌）

    - 「espacio」（作曲・編曲）
      - TVアニメ『宇宙をかける少女』EDテーマ）　

    - 「パラノイア」（作曲・編曲）
      - TVアニメ『空を見上げる少女の瞳に映る世界』イメージソング）

    - 「Prelude～運命の欠片～」（作曲・編曲）
      - オンラインゲーム『ラグナロクオンライン』イメージソングC/W）

    - 「微睡みの楽園」（作曲・編曲）
      - TVアニメ『京四郎と永遠の空』EDテーマ）

    - 「聖戦スペクタル」（作曲・編曲）
      - PCゲーム『ヴァルキリーコンプレックス』OPテーマ）

    - 「心の翼」（作曲・編曲）
      - TVアニメ『空を見上げる少女の瞳に映る世界』EDテーマC/W）

  - 2ndアルバム『First Eden』収録曲
    - 「Ave Maria」（編曲）
    - 「Angelus」（作曲・編曲）
    - 「Saint-Exupery ～小瓶の宇宙～」（編曲）
    - 「不思議の国のセイ子」（作曲・編曲）
    - 「holy bite」（作曲・編曲）
    - 「オフィーリアの岸辺」（編曲）
    - 「一億年前の約束」（作曲・編曲）
    - 「天空の神殿」（編曲）
    - 「追憶の国」（作曲・編曲）
    - 「エンデュミオンへ降る涙」（作曲・編曲）
    - 「銀河の宝石」（作曲・編曲）

  - 3rd アルバム『Labyrinthus』収録曲
    - 「Labyrinths」（作曲・編曲）
    - 「てのひらの追憶　†Interlude†」（編曲）
    - 「センティフォリア」（作曲・編曲）
      - TVアニメ『青い花』エンディング主題歌

    - 「リトルガーデン」（作曲・編曲）
    - 「霧の中の美しい少女　†Interlude†」（作曲・編曲）
    - 「天使と悪魔のシンフォニア」（作曲・編曲）
    - 「Last Inferno」（作曲・編曲）
      - TVアニメ『伝説の勇者の伝説』第二期オープニング主題歌

    - 「Truth Of My Destiny」（作曲・編曲）
      - TVアニメ『伝説の勇者の伝説』第一期エンディング主題歌

    - 「一縷の宝石　†Interlude†」（作曲・編曲）
    - 「わたしが天使じゃなくなる日」（作曲・編曲）
    - 「光と闇と時の果て」（作曲・編曲）
      - TVアニメ『空を見上げる少女の瞳に映る世界』エンディング主題歌

    - 「SHIROSUNA」（作曲・編曲）
    - 「祈り舞う、天上の草原　†Interlude†」（編曲）
    - 「God Bless-あなたに光あれ-」（作曲・編曲）
    - 「Stardust Melodia」」（作曲・編曲）
      - TVアニメ 『境界線上のホライゾンII』エンディング主題歌

    - 「Energy」（編曲）

  - 4thアルバム『Rapsodia』収録曲
    - 「crystal pain」（作曲・編曲）
      - PCゲーム「プリティ☆ウィッチ☆アカデミー!」挿入歌

    - 「ひとつだけ～君と僕の秘密の物語～」（編曲）
    - 「ユリシス」（作曲・編曲）
    - 「Amorossia」（作曲・編曲）
    - 「Angelus」（作曲・編曲）
    - 「Asphodelus」（作曲・編曲）
      - PCゲーム「穢翼のユースティア」主題歌

    - 「Eternal Flow」（作曲・編曲）
      - PCゲーム「Cross Days」イメージソング

    - 「Jewelry Time」（作曲・編曲）
      - PCゲーム「恋と選挙とチョコレート」エンディング主題歌

    - 「プリズム」（作曲・編曲）
      - PCゲーム「プリティ☆ウィッチ☆アカデミー!」オープニング主題歌

    - 「風のなかのプリムローズ」（作曲・編曲）
      - TVアニメ『恋と選挙とチョコレート』エンディング主題歌

    - 「After The Deluge」（作曲・編曲）
      - PCゲーム「プリティ☆ウィッチ☆アカデミー!」エンディング主題歌

    - 「brilliant world」（作曲・編曲）
      - TVアニメ「テイルズ オブ ジ アビス」イメージソング

    - 「神々の詩」（作曲・編曲）
      - ラグナロクオンラインイメージソング

  - 5thアルバム『ガブリエル・コード 〜エデンへ導く光の楽譜〜』収録曲
    - 「ガブリエル・コード」（作曲・編曲）
    - 「レボリュシオン」（作曲・編曲）
    - 「全知全能シャングリラ」（作曲・編曲）
    - 「君だけの素敵なタラント」（作曲・編曲）
    - 「Interlude〜少女の祈り〜」（編曲）
    - 「Knight Of Gold」（作曲・編曲）
    - 「ミファソラシでキスしよう」（作曲・編曲）
    - 「ステラの降る夜、君の歌声。」（作曲・編曲）
    - 「砂漠のサンタマリア」（作曲・編曲）
    - 「奏愛カレンデュラ」（作曲・編曲）
      - TVアニメ『八犬伝 』第二期エンディング主題歌

    - 「人魚姫と王子の物語」（編曲）

  - 『ドラマCD 穢翼のユースティア』
    - 「Propylaia」（作曲・編曲）
      - ドラマCD用OP主題歌

    - 「Snow Bird」（編曲）
      - ドラマCD第1章（feat.聖女イレーヌ）エンディングテーマ

    - 「セレスティアラ」（編曲）
      - ドラマCD第2章（feat.メルト）エンディングテーマ

    - 「Stigmata」（編曲）
      - ドラマCD第3章（feat.リシア）エンディングテーマ

    - 「Pabilio」（編曲）
      - ドラマCD第4章（feat.フィオネ）エンディングテーマ

    - 「Anistemi」（編曲）
      - ドラマCD第5章 （feat.エリス）エンディングテーマ

    - 「希望［Espoir］」（編曲）
      - ドラマCD第6章 （feat. ティア）エンディングテーマ

  - 「花になった少年の神話」（作曲・編曲）
  - 「今、歩き出す君へ」（作曲・編曲）
    - PCゲーム『いますぐお兄ちゃんに妹だっていいたい!』挿入歌

  - 「COLORFUL DAYS!!」（編曲）
    - PCゲーム『いろとりどりのヒカリ』EDテーマ

  - 「シャル ウヰ ダンス」（作曲・編曲）
    - OVA『華ヤカ哉、我ガ一族』EDテーマ

  - 「ストレイトシープ」（作曲・編曲）
    - PCゲーム『大図書館の羊飼い』PVオープニング主題歌

  - 「Dear Smile」（作曲・編曲）
    - PCゲーム『大図書館の羊飼い』サブEDテーマ

  - 「Travelling Augus」（編曲）
    - 『AUGUST 10th MEMORIAL』

  - 「夢想曲（トロイメライ）～Seeking Asphodelus～」（編曲）
  - 「My Sweet Stories」（作曲・編曲）
    - PCゲーム『uni.』ED主題歌

  - 「ティタニアの森」（作曲・編曲）
    - TVアニメ『空を見上げる少女の瞳に映る世界』エンディング主題歌

  - 「光と闇と時の果て」（作曲・編曲）
  - 「カリス」（作曲・編曲）
  - 「After the deluge」（作曲・編曲）
  - 「LittleGarden」（作曲・編曲）
  - 「あらたな光」（編曲）
- ハジ→　
  - 「音楽のチカラ。feat. TEE」（編曲）
  - 「sumire。」（編曲）
  - 「迷子。」（編曲）
  - 「White Winter Love。」（編曲）
  - 「転満塁ホ→ムラン。」（編曲）
  - 「for YOU。」（編曲）
  - 「けんかっち。」（編曲）
  - 「Only One。」（編曲）
  - 「楽器の弾けないミュ→ジシャン♪♪。」（編曲）
  - 「ずっと。」（編曲）
  - 「僕の中のボクたち。」（編曲）
  - 「春色。」（編曲）
  - 「証」（編曲）
  - 「ぱぴぷぺぱーり→。」（編曲）
  - 「あなた。」（編曲）
  - 「空色 window dream。」（編曲）
  - 「脳☆天気。」（編曲）
  - 「3.11。」（編曲）
  - 「アメフリ。」（編曲）
  - 「指輪と合鍵　Feat. Ai From RSP」（編曲）
  - 「our days。～僕らの日々～」（編曲）
  - 「シアワセサガシ。」（編曲）
  - 「僕の中のボクたち。(旅立ちRemix)」（編曲）
  - 「たからもの。feat. SA.RI.NA」（編曲）
  - 「サマ→ズラバ→。」（編曲）
  - 「キミが好きです。」（編曲）
  - 「人生は素晴らしい物語(Dear Japan Remix)」（Remix）
  - 「真夜中仙台国分町」（編曲）
- PENGIN
  - 「オレポーズ 〜俺なりのラブソング〜」（作曲・編曲）
  - 「素晴らしき世界」（作曲・編曲）
  - 「ナナナ（demo version）」（作曲・編曲）
  - 「春春春」（作曲）
  - 「朝ANSWER」（作曲）
    - TVアニメ『銀魂』エンディング主題歌

  - 「夏休み。。。」（作曲・編曲）
  - 「世界に一人のシンデレラ」（編曲）
  - 「ワンランド」（作曲・編曲）
  - 「世界に一人のシンデレラ feat. U」（編曲）
  - 「ふたりのファンタジー」（作曲・編曲）
  - 「明日の空（PENGIN version）」（編曲）
  - 「百合の花咲く丘で」（編曲）
  - 「歩」（作曲・編曲）
  - 「島の願い feat.Metis」（作曲・編曲）
  - 「雪待ち、クリスマス」（作曲・編曲）
  - 「帰り道」（作曲・編曲）
  - 「ナナナ」（編曲）
  - 「You’re HERO?」（編曲）
  - 「FAMILY」（作曲・編曲）
- 三浦サリー
  - 「Happy Birthday feat. CLIFF EDGE」（作曲・編曲）
  - 「ずっと愛してた・・・」（作曲・編曲）
  - 「Beautiful Magic」（編曲）
  - 「ありがとう、キセキ」（編曲）
  - 「ウェディングロード」（編曲）
  - 「MORE PEACH（Arry&Sally）」（編曲）
  - 「Lucky Girl」（作曲・編曲）
  - 「セツナイのは・・・」（編曲）
  - 「君という名のキセキ」（編曲）
  - 「恋ノ歌～キミに出逢えて～」（編曲）
  - 「マダ君ノコト」（作曲・編曲）
  - 「Dreamin' 」（作曲）
  - 「叶うのなら」（作曲・編曲）
  - 「キラリ」（編曲）
  - 「魔法使いサリー」（編曲）
  - 「白い林檎の花 feat. Double K」（作曲）
  - 「たとえばもし…feat. 大地」（作曲・編曲）
  - 「会いたくて… feat. JOYSTICKK」（作曲・編曲）
  - 「アイシテルfeat. CLIFF EDGE」（作曲・編曲）
  - 「マダ君のコト（Short ver.）」（作曲・編曲）

### 歌手
- 愛乃
  - 「ナチュラルカラー」（作曲・編曲）
    - 「最終試験くじら」エンディングテーマ
- Aqours
  - 「勇気はどこに?君の胸に!」（作曲・編曲）
  - 「未体験HORIZON」（作曲・編曲）
- RSP
  - 「優しい詩」（編曲）
- YVE
  - 「ギュッと...」（編曲）
  - 「Dear Pink  feat.SKULL CANDY」（編曲）
- 上戸彩
  - 「限りある時の中で」（編曲）
- W-inds
  - 「YES or NO」（編曲）
  - 「onelove」（編曲）
  - 「Stay」（編曲）
- ERI　
  - 「月桃花」（作曲・編曲）
  - 「月ノナミダ」（作曲・編曲）
- 香理-kaori-
  - 「月と影」（編曲）
  - 「LOVE@F.S」（編曲）
  - 「イキルチカラ」（編曲）
  - 「Song for you」（編曲）
  - 「流れ星」（編曲）
- Kimeru
  - 「LOVE BITES」（作曲）
- 栗林みな実
  - 「LEAP」（編曲[1]）
- kozue
  - 「Fearless」（作曲・編曲）
    - 最終試験くじら挿入歌
- C@n-dols
  - 「年下の男の子」（編曲）
  - 「あなたに夢中」（編曲）
- 佐咲紗花
  - 「星彩のRipieno」（作曲・編曲）
    - TVアニメ『戦う司書』第二期オープニング主題歌
- SA.RI.NA 
  - 「あなたの勇気に 」（編曲）
- 菅原紗由理
  - 「サクラ」（編曲）
- GENIC
  - 「恋愛」（作曲）
- shela
  - 「Good bye my darling」（作曲・編曲）
  - 「START」（編曲）
- 清水愛
  - 「わたしのおしろ」（作曲・編曲）
  - 「NUOVA STORIA」（作曲・編曲）
- 774's GONBEE
  - 「女々しいヤツ」（編曲）
  - 「キミのことがホントにスキ」（編曲）
- 茅原実里
  - 「Falling heaven's now」（作曲・編曲）
- 鉄道むすめ
  - 「夢の欠片」（作曲・編曲）
    - 第6話エンディングテーマ

  - 「Destiny」（作曲・編曲）
    - 第8話エンディングテーマ

  - 「ススメ。」（作曲・編曲）
    - 第12話エンディングテーマ
- 中ノ森BAND
  - 「i Need Love」（編曲）
  - 「Fly High」（編曲）
    - ドラマ『CAとお呼びっ!』主題歌
    - 2006年第48回日本レコード大賞金賞

  - 「Tomorrow」（編曲）
  - 「風になりたい 」（編曲）
  - 「バス亭小町」（編曲）
  - 「罠」（編曲）
- 南條愛乃
  - 「Asphodelus（アスフォデルス）」（作曲・編曲・mix）
  - 「空種－そらたね－（Acoustic Arrange）」（編曲）
- 能登麻美子
  - 「夜想の日々に」（作曲・編曲）
- ハジメノヨンポ
  - 「ニッポンノオンガク」（編曲）
  - 「ふるさと」（編曲）
- 羽岡仁　
  - 「レクイエム・友情」（編曲）
  - 「銀河鉄道に乗って」（編曲）
  - 「京都千年の愛」（編曲）
  - 「春夏秋冬」（編曲）
  - 「ここから生きよう」（編曲）
  - 「いのり」（編曲）
  - 「哀しみの向こうに」（編曲）
  - 「男と女をつなぐもの」（編曲）
  - 「旅人 荒野へ」（編曲）
  - 「For you」（編曲）
  - 「世界の夜明け」（編曲）
- ピコ
  - 「桜音」（編曲）
    - TVアニメ『よりぬき銀魂さん』EDテーマ

  - 「孤独の冠」（作曲・編曲）
  - 「恋しくて」（編曲）
- 藤弥美里
  - 「たとえば、突然」（作曲・編曲）
  - 「予報のない嵐」（作曲・編曲）
  - 「虹色」（編曲）
- +Plus
  - 「笑顔の君に」（編曲）
    - 映画『華鬼』主題歌
- Baby Boo
  - 「Baby in Smile」（編曲）
- Bomber HEY!!
  - 「約束」（編曲）
- 三澤紗千香
  - 「インフィニア」（作曲・編曲）
- 光岡昌美
  - 「last cross」（編曲）
    - TVアニメ『家庭教師ヒットマンREBORN!』エンディング主題歌

  - 「Silent of me」（編曲）
  - 「Desperate」（編曲）
  - 「Jewel Days」（編曲）
  - 「Single Stone」（作曲・編曲）
- 三森すずこ
  - 「Light for Knight」（作曲・編曲）
    - TVアニメ『ランス・アンド・マスクス』オープニング主題歌
- miwa feat.ハジ→
  - 「夜空。feat.ハジ→」（編曲）
- Metis
  - 「愛は媚薬」（編曲）
  - 「原作者」（編曲）
  - 「深夜鉄道の夜」（編曲）
  - 「誰かを恨んだって一緒さ」（編曲）
  - 「かもめ（春風）」（編曲）
  - 「この人みたいになりたかった」（編曲）
  - 「もっと遠く」（編曲）
  - 「めぐる愛の中で～天国への母賛歌～」（編曲）
  - 「LEGEND」（編曲）
  - 「ROOTS feat.九州男」（編曲）
  - 「さらば　さくら」（編曲）
  - 「あなたの口で食べなさい」（編曲）
  - 「蜻蛉」（編曲）
  - 「人間失格~生きる事は素晴らしいのです~」（編曲）
    - 第44回日本有線大賞（問い合わせ賞受賞）

  - 「人間失格」（編曲）
  - 「太陽 みんなを照らせ」（編曲）
  - 「生きる事選びました」（編曲）
  - 「only one~逢いたくて~」（編曲）
  - 「Under the sea」（編曲）
  - 「揺れてみな」（編曲）
  - 「キミに出会えてよかった」（編曲）
  - 「手を空にかざせば」（編曲）
  - 「あなたが愛をくれたから・・・」（編曲）
    - 東海テレビドラマ『夏の秘密』主題歌

  - 「梅は咲いたか 桜はまだかいな（Piano Version）」（編曲）
  - 「ずっとそばに・・・」（編曲）
- melody.
  - 「realize」（作曲）
    - TBSドラマ『ドラゴン桜』主題歌
- Lead
  - 「Zoom up」（共作曲）
    - 7thアルバム「THE SHOWCASE」リード曲
- 湯別メインストリート
  - 「ひまわりの詩」（編曲）
  - 「B組授業風景」（編曲）
- yu-yu
  - 「鐘の鳴る頃に」（編曲）
  - 「AveMaria」（編曲）
  - 「大きな古時計」（編曲）

### アニメ・ゲーム関連CD
- D.C.S.S. 〜ダ・カーポ セカンドシーズン〜 ボーカルアルバム Vol.1
  - 「Smiley Clover」（作曲・編曲）
  - 「優しさ一滴」（作曲・編曲）
- D.C.II 〜ダ・カーポII〜 キャラクター・ソング・アルバム
  - 「きらきら星をあげる」（編曲）
  - 「メゾピアノでI Love You」（編曲）
- 「神曲奏界ポリフォニカ」キャラクターソングアルバム Meta-morphose
  - 「SAVING」（作曲・編曲）
  - 「Melody」（編曲）
- Songs from Eternal Fantasy
  - 「時のカケラ」（作曲・編曲）
  - 「あの花の咲く頃に」（編曲）
- Sound Drama Fate/Zero サウンドトラック-update edition-『Zeroの洸景』
  - 「Moon Cradle ～天の喚び声～ アレンジver.」（編曲）
- 大図書館の羊飼い -Dreaming Sheep-
  - 「Dreaming Sheep」（作曲・編曲）
- 大図書館の羊飼い -Library Party-
  - 「Good Shepherd」（作曲・編曲 ※共同）
  - 「Life,Like,Party!」（作曲・編曲 ※共同）
- 穢翼のユースティア オリジナルサウンドトラック
  - 「Remix medley -blackish shine-」（Remix）
- おとぎ銃士 赤ずきん 三銃士キャラクターミニアルバム Vol．2
  - 「Dream On!」（編曲）
- GALAXY ANGEL X'mas CD2004「MIRACLE X'mas」　
  - 「Silent night」（編曲）
    - 歌：ミルフィーユ・桜葉＆烏丸ちとせ（cv.新谷良子＆後藤沙緒里）
- +α/あるふぁきゅん。
  - 「Our sympathy」（共作曲・編曲）
    - TVアニメ『エルドライブ【ēlDLIVE】』オープニング主題歌
- ワルキューレ
  - 「Walküre Attack!」（作曲・編曲）
- オンゲキ
  - 「Transcend Lights」（作曲・共編曲）
- 少女☆歌劇 レヴュースタァライト　「ラ・レヴュー・エターナル」
  - 「御してぎょしゃ座」（共作曲・編曲）

### 劇伴
- PCゲーム「大図書館の羊飼い」BGM